# Markt (Beusichem)
De Markt is een plein in het centrum van het Nederlandse dorp Beusichem. Het plein dient tevens als doorgaande weg door het dorp. 
Beusichem ontwikkelde zich als een esdorp met parallele wegen. De hoofdweg verbreedde zich uiteindelijk tot de Markt.

## Markten
Op de Markt vindt iedere zaterdag een markt plaats. Daarnaast wordt op het plein een paardenmarkt gehouden, op de derde zaterdag van juni. Deze paardenmarkt wordt in 1464 voor het eerst vermeld en wordt al sinds 1461 georganiseerd.
Op iedere derde zaterdag van mei wordt er een feestmarkt op het plein georganiseerd.
Aan het plein bevinden zich tevens enkele monumenten, waaronder de middeleeuwse Hervormde kerk. Ook het Theater Heerenlogement is aan de Markt gelegen.